# 야마우치 다쓰로
야마우치 다쓰로(일본어: 山内 達朗, 1994년 1월 23일 ~ )는 일본의 축구 선수이다.

## 구단 경력
그는 2016년부터 2017년까지 J리그의 FC 류큐에서 활동하였다.